# 다이니치역
다이니치역(일본어: 大日駅, だいにちえき)은 오사카부 모리구치시에 있는 오사카시 고속 전기 궤도와 오사카 모노레일의 철도역이다.

## 이용 가능 철도 노선
- 오사카 시 교통국
  - ■ 다니마치 선(T11)
- 오사카 고속 철도
  - 오사카 모노레일(23)

## 역 구조
오사카 시영 지하철 다니마치 선과 오사카 모노레일 모두 섬식 승강장 1면 2선의 역이다. 부도 교토모리구치 선과 주오 순환선이 교차하는 대규모 교차점이 위치하고 있어서, 횡단 보도가 없기 때문에 보행자나 자전거를 위한 지하도가 설치되어 있으며, 역의 지하는 이 지하도와 일체화한 구조로 되어 있다.

### 오사카 시영 지하철
개찰구는 지하 2층, 승강장은 지하 3층에 설치된 지하역. 개찰구는 1개소이다.

#### 승강장
| 1·2 | ■ 다니마치 선 | 히가시우메다・다니마치 4초메・덴노지・야오미나미 방면 |

- 낮에는 2번 선에 차량 1편성이 유치된다.

### 오사카 모노레일
3층 건물의 고가역에서, 승강장은 3층에 있다. 개찰구는 1층과 2층에 1개씩 존재하고 있어 오사카 고속철도에서는 현재 유일하게 복수의 개찰구가 존재하는 역이다. 2층의 개찰구는 이온몰 다이니치와 직결되지만, 8:30 ~ 20:00만 공용 가능하고 그 이외는 1층 개찰구만 이용할 수 없다. 또, 다니마치 선에 맞춘 보라색이 역의 이미지 색상이다.

#### 승강장
| 1 | ■ 오사카 모노레일 본선 | 가도마시 방면                                              |
| 2 | ■ 오사카 모노레일 본선 | 미나미이바라키・반파쿠키넨코엔・센리추오・오사카 공항 방면 |

## 역세권 정보
- 다이니치 역전 광장
- 파나소닉 본사
- 파나소닉전공 본사
- 오사카 시 교통국 다이니치 검차장
- 오사카 시 수도국
- 국도 제1호선
- 긴키자동차도
- 오사카 부도 13호선
- 주식회사 다이토 오사카 지사
- 이온몰 다이니치

## 이용 현황
- 오사카 고속 철도
  - 2011년 1일 평균 이용객 약 12,286명.
- 오사카 시영 지하철
  - 2012년 11월 13일 기준으로 1일 평균 승차인원 14,208명, 하차인원 13,838명, 총 이용객 약 28,046명.

## 역사
- 1983년 2월 8일: 다니마치 선 연장 개통으로 영업 개시.
- 1997년 8월 22일: 오사카 모노레일 본선의 영업 개시, 환승역이 됨.
- 2001년 9월: 산요 전기 다이니치 공장 폐쇄.
- 2004년 4월 12일: 산요 전기 다이니치 공장의 철거지를 재개발하여, 다이니치 역전 광장 오픈.
- 2006년
  - 9월 21일: 이온 다이니치 쇼핑 센터의 오픈에 이르러 오사카 고속철도의 역에 2층 개찰구를 신설.
  - 9월 29일: 이온 다이니치 쇼핑 센터 그랜드 오픈.

## 인접역
| ■ 오사카 메트로 다니마치선 | ■ 오사카 메트로 다니마치선 | ■ 오사카 메트로 다니마치선   |
| -------------------------- | -------------------------- | ---------------------------- |
| 시·종착역                  |                            | 모리구치 T12 야오미나미 방면 |

| 오사카 고속 철도 ■ 오사카 모노레일 선 | 오사카 고속 철도 ■ 오사카 모노레일 선 | 오사카 고속 철도 ■ 오사카 모노레일 선 |
| ------------------------------------- | ------------------------------------- | ------------------------------------- |
| 22 미나미셋쓰 오사카 공항 방면        |                                       | 24 가도마시 방면                      |